# Giurtelecu Șimleului
Giurtelecu Șimleului (en hongrois Somlyógyőrtelek ou simplement Győrtelek) est un village roumain de la commune de Măeriște, en Transylvanie, dans le județ de Sălaj. Il est également connu sous le nom de Giurtelec ou Giurtelecu en roumain.

## Géographie
Giurtelecu Șimleului est situé dans la partie nord-ouest du comté de Salaj, dans le bassin hydrographique de la rivière Crasna, au pied de Coasta lui Damian. La rivière Crasna traverse le village de Giurtelecu Șimleului et le barrage de Vârșolț sert à en prévenir les inondations.

## Climat
Giurtelecu Șimleului a un climat continental, caractérisé par un temps chaud et sec en été, et des hivers froids.
La température moyenne en janvier est de −3 °C, et de  21,1 °C en juillet. La moyenne annuelle des précipitations est d'environ 627 mm. Certaines influences de l'Ouest-Atlantique sont présentes pendant l'hiver et en automne.
Pendant l'hiver, les températures sont souvent inférieures à 0 °C (32 °F), même si elles ne tombent pas en dessous de −10 °C (14 °F). En moyenne, la neige couvre le sol pendant 65 jours chaque hiver.
En été, la température moyenne est d'environ 18 °C (64 °F) (la moyenne pour juillet et août), malgré le fait que les températures atteignent parfois 35 °C (95 °F) à 40 °C (104 °F) la mi-été. Bien que la moyenne des précipitations et l'humidité au cours de l'été soient faibles, des tempêtes violentes ne sont pas rares.
Au printemps et en automne, les températures varient entre 13 °C (55 °F) à 18 °C (64 °F), et des précipitations au cours de cette période tend à être plus élevés que l'été, avec plus fréquents encore plus doux des périodes de pluie.

## Tourisme
Giurtelecu Șimleului est situé à 25 km de l'autoroute de Transylvanie en construction. La diversité des paysages qui entourent Giurtelecu Șimleului, la vue de Coasta lui Damian vers la dépression en particulier. Le potentiel touristique de Giurtelecu Șimleului est lié à l'élément naturel.

## Démographie
Au recensement de 2002, il y a 1 149 personnes résidant à Giurtelecu Șimleului.
Il y a une proportion croissante de personnes âgées dans la communauté, l'émigration vers les pays de l'Union européenne étant importante.
| Année | Nombre d'habitants |
| ----- | ------------------ |
| 2002  | 1 055              |
| 1992  | 1 149              |
| 1920  | 1 395              |
| 1910  | 1 322              |
| 1900  | 1 216              |
| 1890  | 1 059              |
| 1880  | 996                |
| 1869  | 1 190              |
| 1847  | 684                |
| 1750  | 231                |
| 1720  | 90                 |
| 1715  | 72                 |

### Religions
Traditionnellement, la communauté est multi-religieuse, les habitants sont grecs catholiques, chrétiens orthodoxes, catholiques, protestants.

## Économie
L'économie de Giurtelecu Șimleului est essentiellement agricole (céréales, pommes de terre). Au cours des dernières années, l'élevage s'est développé.
Les terrasses alluviales sur les rives de la rivière Crasna sont occupées par les grandes cultures et les collines par la vigne.

## Histoire
Les premiers documents écrits concernant Giurtelecu Șimleului remontent à 1259. Économiquement et politiquement, le village était sous l'influence de la famille Báthory, très puissante au XVIIIe siècle, le château de cette famille influente en Europe centrale étant situé à Șimleu Silvaniei, à 7 km de Giurtelecu Șimleului. Le nom de Giurtelecu Șimleului montre encore cette influence.
Stratégiquement bien placé et naturellement fortifiée, Damian Coasta a attiré différentes communautés humaines à la recherche de sécurité depuis des milliers d'années. Giurtelecu Șimleului était déjà habitée à l'âge du fer.
Traditionnellement la communauté était multiethnique. Selon le recensement de 1715, 36 habitants étaient Roumains, 27 Hongrois et 9 Allemands et selon le recensement de 1920, il y avait 45 Roumains, 36 Hongrois et 9 Slovaques.
Le recensement de 1890 montre que le roumain est la langue parlée par 996 habitants, le hongrois par 54 et 9 habitants parlent une autre langue. Selon le même recensement, 992 étaient greco-catholiques, 43 Juifs, 23 protestants évangéliques  et un catholique.
Pendant l'occupation allemande, les Juifs ont été expulsés (mai 1944) et tués dans les camps d'extermination nazis. Situé dans le nord-est de Giurtelecu Șimleului, le cimetière juif est en ruine.

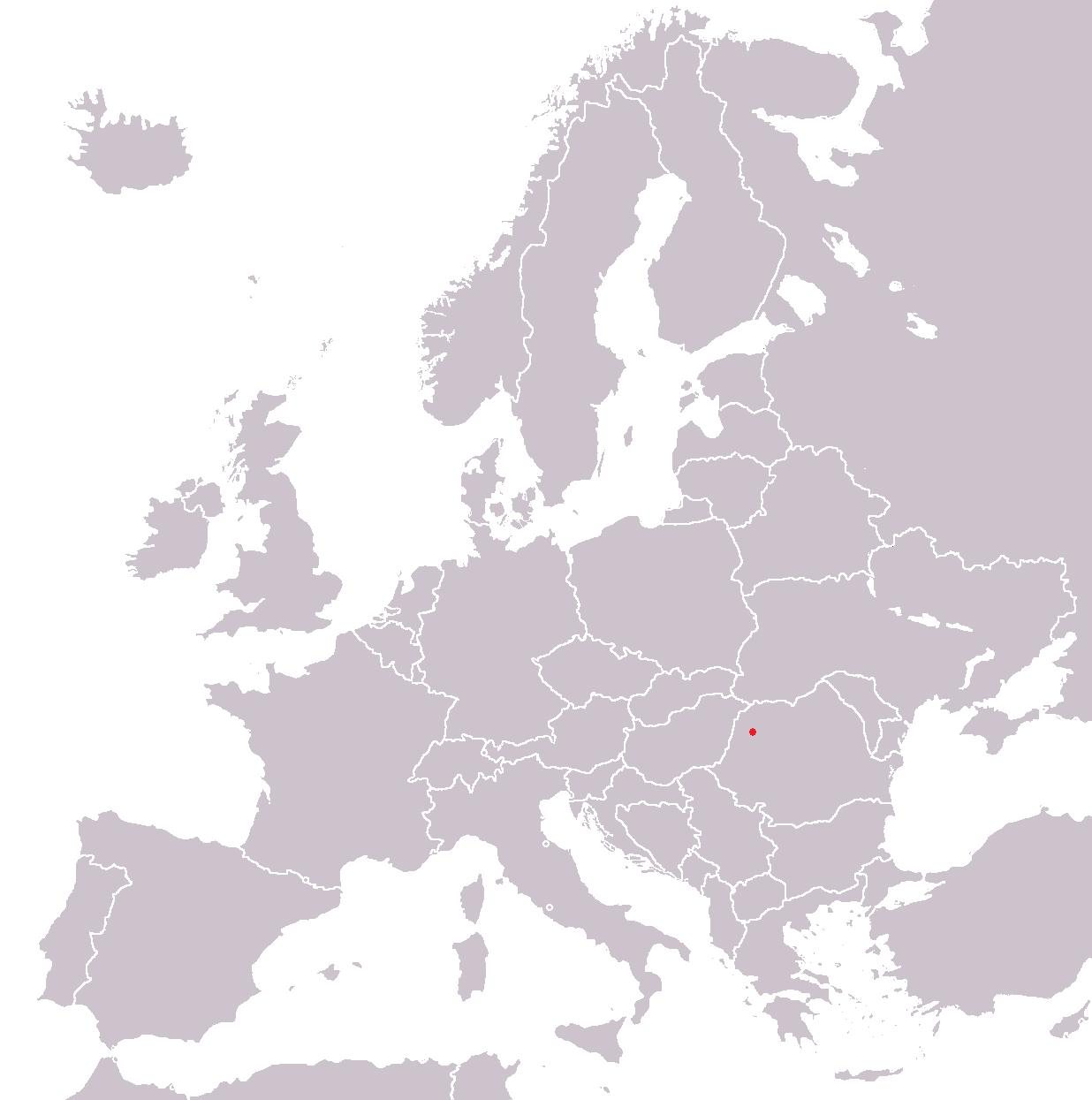
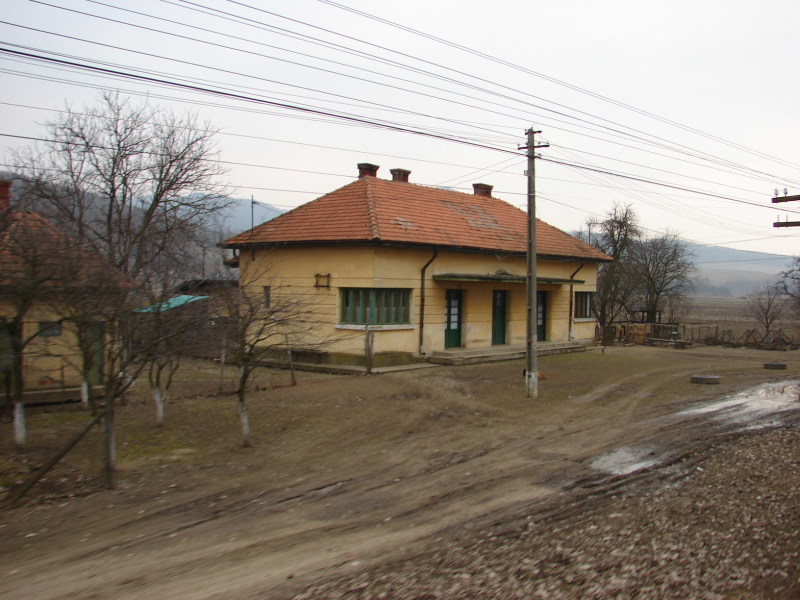
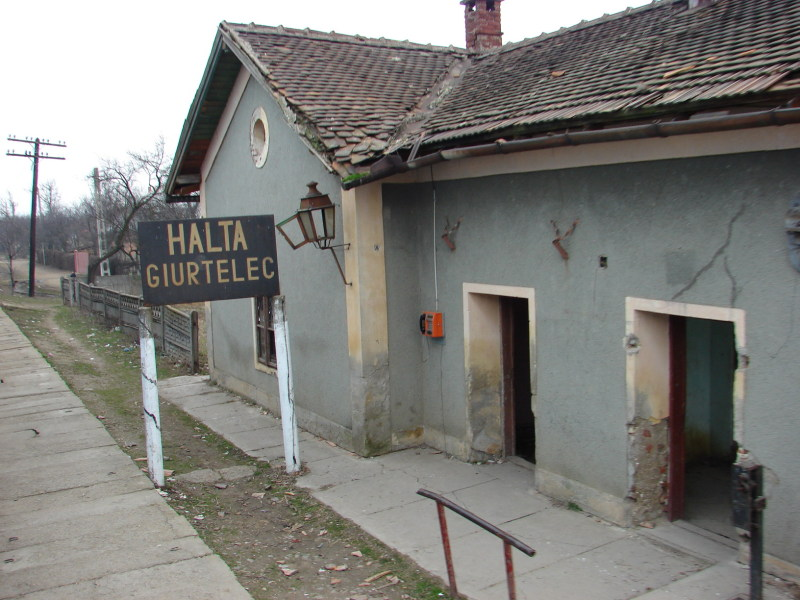
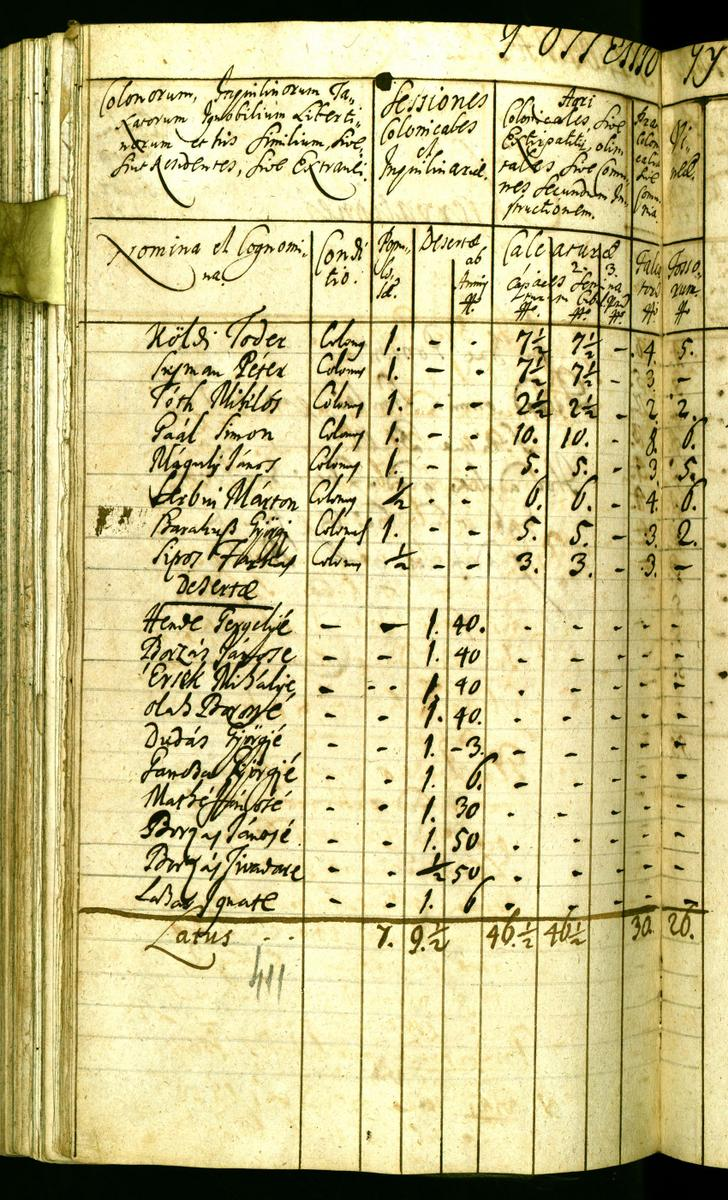
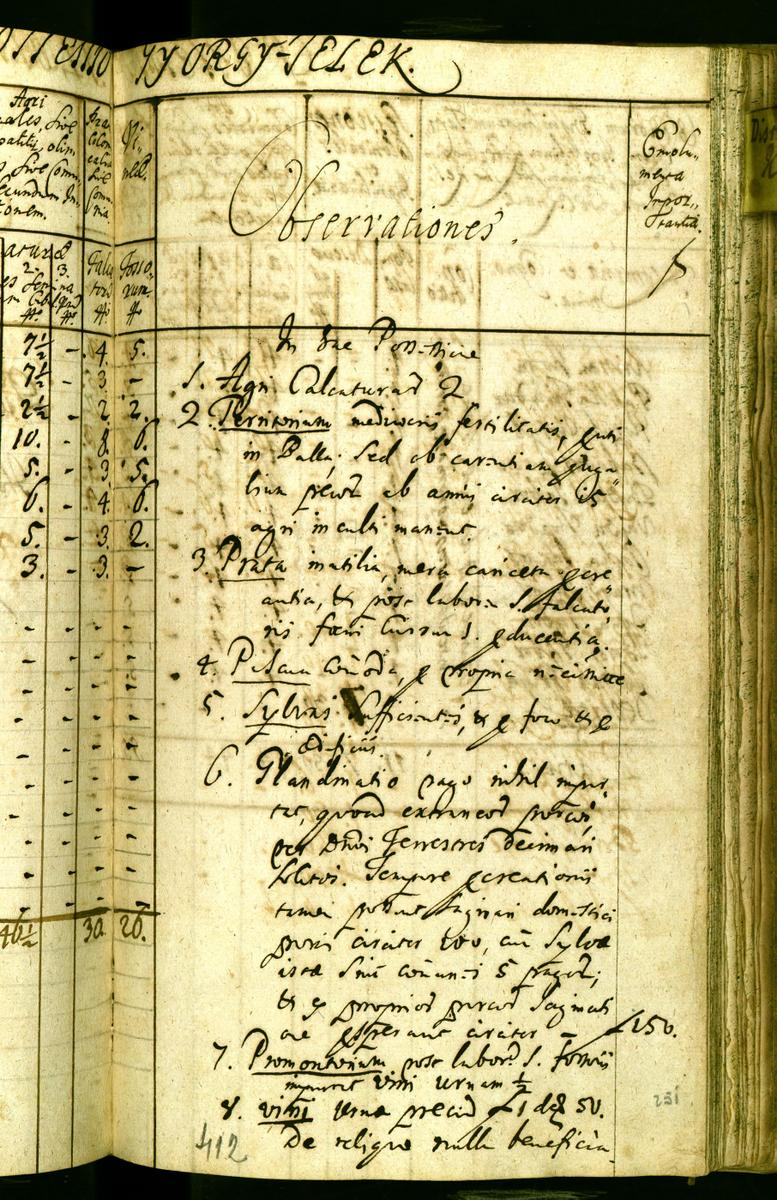
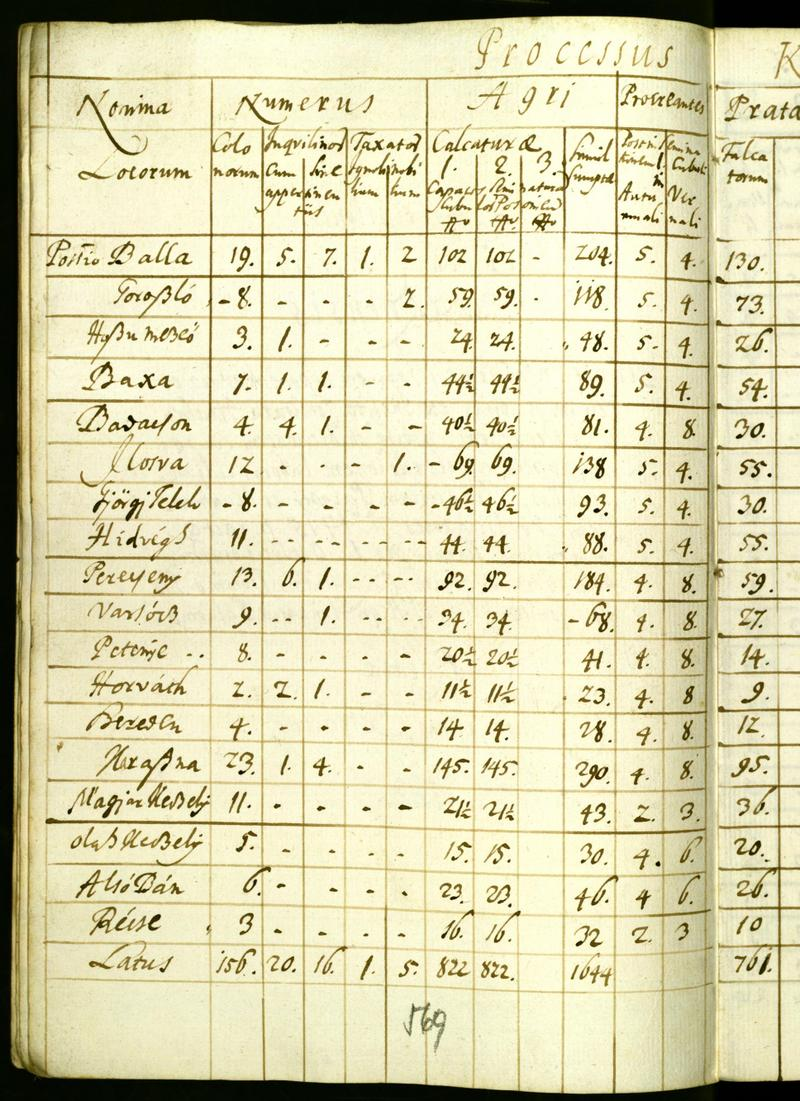
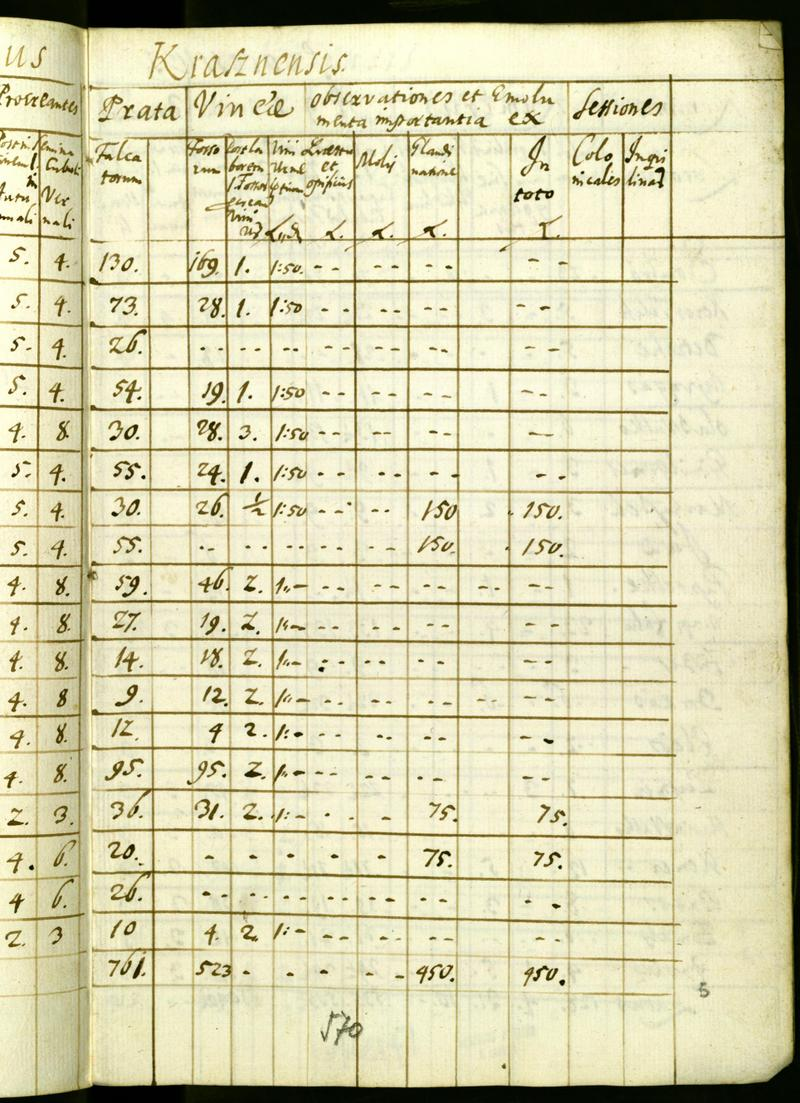